# Feijão-carioca

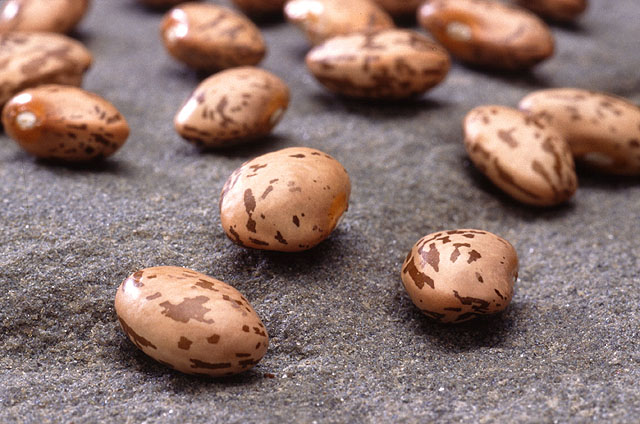
Feijão-carioca

Feijão-carioca é uma variedade do feijão-comum (Phaseolus vulgaris). Diferentemente da crença popular, o nome não tem relação com a cidade do Rio de Janeiro, mas com uma raça de porcos de semelhante coloração. Em Portugal é comumente chamado de feijão-catarino ou simplesmente catarino.
É o feijão mais popular dos Estados Unidos e do noroeste do México, comumente ingerido inteiro com caldo ou em purê e refrito. Seja inteiro ou em purê, é o recheio comum para fazer burritos. Vagens verdes podem também ser colhidas e cozidas como feijões-comuns.